# Imbrasia reducta
Imbrasia reducta är en fjärilsart som beskrevs av Hans Rebel 1917. Imbrasia reducta ingår i släktet Imbrasia och familjen påfågelsspinnare. Inga underarter finns listade i Catalogue of Life.